# Languidic
 Languidic  (en bretón Langedig) es una población y comuna francesa, situada en la región de Bretaña, departamento de Morbihan, en el distrito de Lorient y cantón de Hennebont.

## Demografía
| 5547 | 5326 | 5223 | 5847 | 6350 | 6489 |
| Para los censos de 1962 a 1999 la población legal corresponde a la población sin duplicidades (Fuente: INSEE [Consultar]) |      |      |      |      |      |